# Traité de Kensington
Le traité de Kensington,, officiellement le Traité d'amitié et de coopération bilatérale entre le Royaume-Uni de Grande-Bretagne et d'Irlande du Nord et la République fédérale d'Allemagne, est un traité international signé par le Premier ministre Keir Starmer et le chancelier Friedrich Merz à Londres le 17 juillet 2025.
Le traité porte notamment sur la coopération en matière de défense, la réponse solidaire des deux pays à la guerre russo-ukrainienne et l'utilisation des technologies militaires. Il met également l'accent sur la simplification des déplacements entre les deux pays. 
Cet accord est le premier du genre entre les deux pays depuis la fin de la Seconde Guerre mondiale. Les médias ont salué son importance et souligné le rôle grandissant du groupe E3 (Royaume-Uni, France et Allemagne) dans le contexte international actuel. Merz a déclaré aux journalistes que sa visite au Royaume-Uni, immédiatement après celle du président français Emmanuel Macron, concourrait au rapprochement des positions politiques des trois pays.

## Contexte
La conclusion du traité de Kensington s'inscrit dans la transformation du paysage géopolitique de l'Europe consécutive à la guerre russo-ukrainienne et aux incertitudes qui pèsent sur le devenir du lien transatlantique depuis les débuts de la seconde présidence de Donald Trump. Ces évènements conduisent la plupart des pays européens à renforcer leur politique de sécurité et de défense.

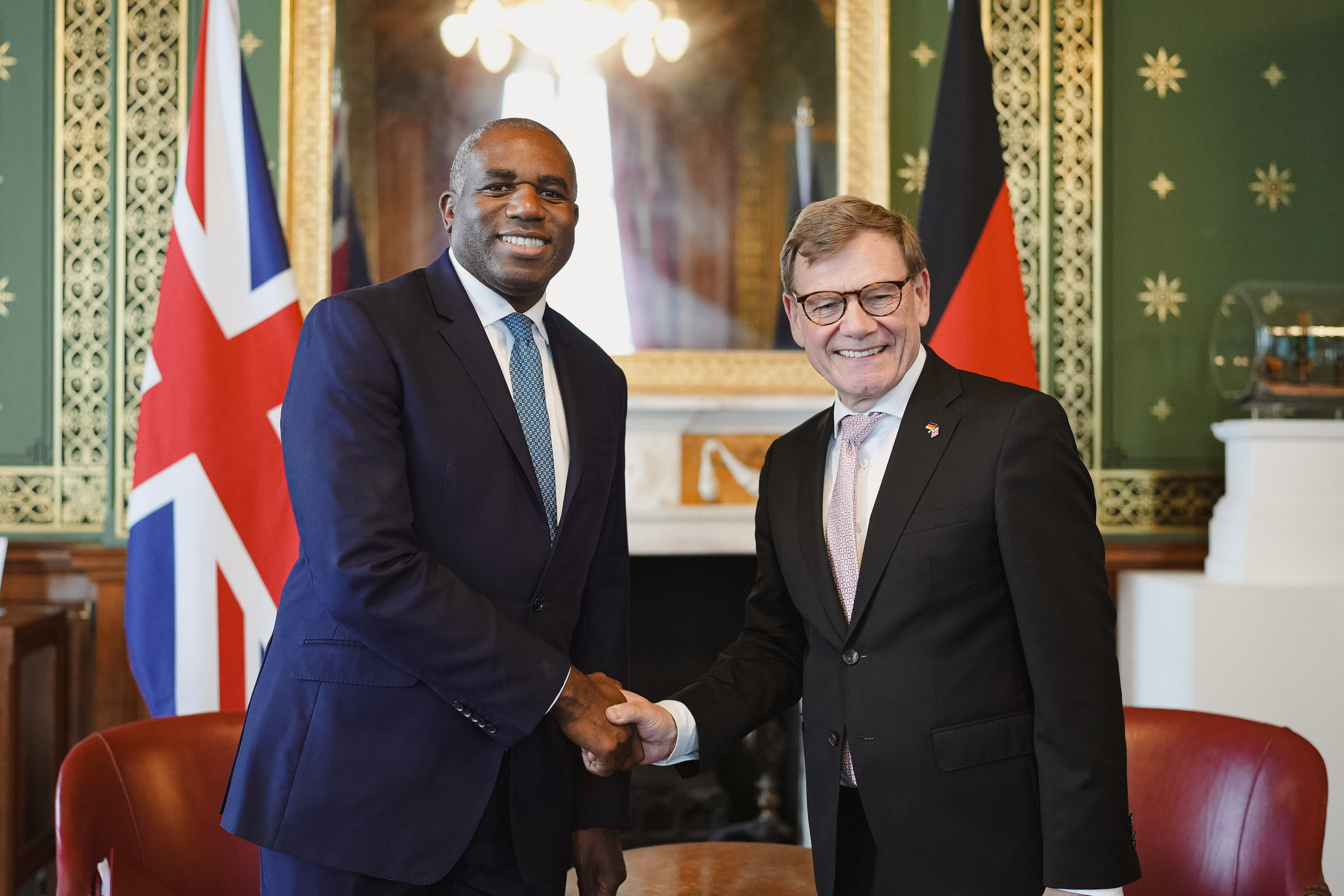
Les ministres des Affaires étrangères David Lammy (à gauche) et Johann Wadephul (à droite) se rencontrent à Londres le jour de la signature du traité.

Le 23 octobre 2024, les ministres de la Défense britannique et allemand, John Healey et Boris Pistorius respectivement, avaient signé l' accord de Trinity House à Londres afin de renforcer les intérêts de défense communs des deux pays dans le cadre d'un « effort visant à améliorer l'interopérabilité, l'interchangeabilité et l'intégration de leurs forces armées ».
Le traité de Kensington complète cet accord concernant l'implication des deux pays dans la guerre russo-ukrainienne. La collaboration en matière de défense entre le Royaume-Uni et l'Allemagne avait également été élargie en mai 2025, les deux pays convenant de développer ensemble des armes de précision.
Le 17 juillet 2025, le chancelier allemand Friedrich Merz rencontre le Premier ministre britannique Sir Keir Starmer à Londres pour des discussions portant en priorité sur les questions de sécurité et de défense. Il s'agit de la première visite officielle du chancelier au Royaume-Uni depuis son arrivée au pouvoir le 6 mai 2025. Une grande partie du traité a été négociée par l' ancienne administration allemande d' Olaf Scholz.
Le traité est signé au Victoria and Albert Museum de Kensington,. L'emplacement a été choisi pour refléter le lien historique entre les deux pays : la reine Victoria était britannique et le prince Albert était allemand.
La Deutsche Welle cite des sondages d'opinion indiquant qu'une majorité de Britanniques sont favorables à une réintégration dans l'Union européenne, suggérant ainsi qu'un renforcement des relations entre le Royaume-Uni et l'Allemagne bénéficierait d'un large soutien de la part de l'opinion publique britannique. Cependant, le média souligne que la réintégration du Royaume-Uni dans l'UE n'est pas envisagée. Elle a également déclaré que cet accord était « hautement significatif » et constituait le rapprochement le plus étroit que les deux pays pouvaient obtenir sans être tous deux membres de l'UE.

## Contenu

### Sécurité et défense
Le traité comporte un vaste volet consacré à la sécurité et à la défense. Les deux pays réaffirment leur attachement à leurs obligations stipulées dans le traité de l'Atlantique nord. L'accord mentionne aussi l'attachement de l'Allemagne à ses obligations en tant que membre de l'Union européenne, y compris le paragraphe 7 de l'article 42 du Traité sur l'Union européenne. Afin de marquer encore plus nettement la convergence d'intérêts et l'alliance entre le Royaume-Uni et l'Allemagne, le traité inclut dans des termes très proches de ceux du traité de l'Atlantique nord et du TUE, un engagement de sécurité mutuelle : « Conscientes de l'étroite convergence de leurs intérêts vitaux et convaincues qu'il n'existe aucune menace stratégique pour l'une qui ne constituerait une menace stratégique pour l'autre, les Parties affirment, en tant qu'alliés proches, leur profond attachement à la défense de l'autre et se prêteront mutuellement assistance, y compris par des moyens militaires, en cas d'attaque armée contre l'autre. »

### Relations bilatérales
Dans le cadre de cet accord, les détenteurs de passeports britanniques seront autorisés à utiliser le système automatisé de contrôle des frontières en Allemagne. Ce n'était plus le cas depuis le Brexit. Cette mesure fait suite à un accord conclu lors d'un sommet entre le Royaume-Uni et l'UE en mai 2025, selon lequel aucune raison juridique n'empêchait les citoyens britanniques de l'utiliser.  
L'accord prévoit que l'Allemagne rende illégal le trafic de migrants vers le Royaume-Uni, selon les termes qui avaient été initialement conclus avec Olaf Scholz,. En vertu du droit de l'UE, il est illégal de faire passer clandestinement des personnes entre les pays de l'UE, ce qui ne s'applique plus au Royaume-Uni depuis le Brexit. La loi, qui devrait être adoptée d'ici la fin de 2025 par le Bundestag, permettrait à la police allemande de réprimer la fourniture de petites embarcations aux passeurs pour permettre à des migrants de traverser la Manche,.
Dans le cadre d'une initiative plus large visant à remédier aux « problèmes de mobilité » entre les deux pays, le traité prévoit également un accord sur les échanges scolaires, permettant aux élèves de participer à un voyage scolaire dans l'un ou l'autre pays sans visa.
L'accord inclut la création d'un groupe de travail chargé d'examiner la faisabilité d'une liaison ferroviaire directe entre le Royaume-Uni et l'Allemagne dans les dix ans,.

### Projets prioritaires
Dans le cadre de l'article 22 de l'accord, les pays sont convenus de dix-sept projets prioritaires de coopération qui seront examinés au niveau ministériel tous les deux ans :
- Redressement et reconstruction de l’Ukraine après la guerre russo-ukrainienne .
- Partenariat bilatéral de défense basé sur l’ accord de Trinity House .
- Accroître la coopération entre les pays en matière d’ industries de défense et d’exportations.
- Partage d’un plan pour lutter contre l’immigration illégale .
- Début d’un partenariat stratégique scientifique et technologique entre les pays.
- Un projet de développement d'infrastructures en mer du Nord
- La création d'une nouvelle liaison ferroviaire entre l'Allemagne et le Royaume-Uni.
- Autoriser les détenteurs de passeports britanniques à utiliser les E-gates allemandes
- Accroître la mobilité des citoyens, notamment en permettant aux groupes scolaires de visiter le pays sans visa.
- La création d’un Forum Entreprises-Gouvernement entre les deux pays.
- Collaborer aux efforts pour la paix et la stabilité dans le monde.
- Collaborer aux efforts pour la stabilité dans les Balkans .
- Coopérer aux efforts visant à accroître la sécurité et la stabilité de la région indo-pacifique .
- Renforcer la sécurité face aux menaces biologiques.
- Collaborer au développement durable des économies des pays.
- Coopérer sur les questions liées à l’éducation, à la culture et au sport.
- Collaboration entre les institutions financières des pays.

## Réactions
Starmer décrit le traité comme un « document historique qui mesure véritablement la proximité entre nos pays et notre ambition pour l'avenir », tandis que Merz s'est dit surpris qu'il s'agisse du premier depuis la fin de la Seconde Guerre mondiale, qualifiant le traité de « jour historique pour les relations germano-britanniques ». Le porte-parole officiel de Starmer a qualifié la lutte contre les réseaux de passeurs d'« étape significative » et de « problème international exigeant des solutions internationales ».
Diverses sources d'information suggèrent que l'accord, si l'on prend en compte la visite d'État du président français Emmanuel Macron au Royaume-Uni du 8 au 10 juillet, consolide le groupe E3 du Royaume-Uni, de la France et de l'Allemagne,,. La conclusion de ce traité est perçue comme une contribution du resserrement des liens diplomatiques entre les trois pays alors que la sécurité de l'Europe diminue et que la fiabilité des États-Unis en tant qu'allié est devenue incertaine depuis le début de la seconde présidence de Donald Trump. Merz a déclaré que la proximité de sa visite avec celle de Macron n'était pas une coïncidence et que les trois pays convergeaient sur leurs positions politiques.
Le lendemain, Merz a accordé une interview à la BBC. Il a déclaré que l'Allemagne n'était pas assez forte, que son armée était insuffisante, et que c'était la raison pour laquelle le gouvernement allemand dépensait autant d'argent. Il a également suggéré que l'Europe avait profité de la garantie de défense des États-Unis . Concernant la mise en œuvre des accords du traité, il a affirmé que son gouvernement s'acquitterait immédiatement de ses obligations.

## Sources
1. ↑  Alys Davies, Adam, « UK-Germany treaty first of its kind – Starmer », BBC News,‎ 17 juillet 2025 (lire en ligne, consulté le 17 juillet 2025)
2. ↑  (en-GB) « Prime Minister says UK will 'work ever more closely' with Germany », Nation.Cymru,‎ 17 juillet 2025 (lire en ligne [archive du 17 juillet 2025], consulté le 17 juillet 2025)
3. 1 2 3  « Treaty between the United Kingdom of Great Britain and Northern Ireland and the Federal Republic of Germany on friendship and bilateral cooperation », Gouvernement du Royaume-Uni, 17 juillet 2025 (consulté le 17 juillet 2025)
4. ↑  (en-GB) « Agreement on Defence co-operation between the Ministry of Defence of the United Kingdom of Great Britain and Northern Ireland and the Federal Ministry of Defence of the Federal Republic of Germany », Gouvernement du Royaume-Uni, 23 octobre 2024 (consulté le 17 juillet 2025)
5. ↑  Tasmin Paternoster, « Germany and UK sign 'first of its kind' defence and migration treaty », Euronews,‎ 17 juillet 2025 (lire en ligne [archive du 17 juillet 2025], consulté le 17 juillet 2025)
6. ↑  (en) Connor, « Germany and UK sign historic post-Brexit friendship treaty », Deutsche Welle, 17 juillet 2025 (consulté le 17 juillet 2025)
7. ↑  Alys Davies, Adam, « A new treaty and joint statement: What's expected today? », BBC News,‎ 17 juillet 2025 (lire en ligne, consulté le 17 juillet 2025)
8. ↑  (en) Connor, « Germany and UK sign historic post-Brexit friendship treaty », Deutsche Welle, 17 juillet 2025 (consulté le 17 juillet 2025)
9. ↑  (en-GB) « Prime Minister says UK will 'work ever more closely' with Germany », Nation.Cymru,‎ 17 juillet 2025 (lire en ligne [archive du 17 juillet 2025], consulté le 17 juillet 2025)
10. 1 2  Ruth Comerford, « Germany and the UK sign first treaty since World War Two », BBC News,‎ 17 juillet 2025 (lire en ligne, consulté le 17 juillet 2025)
11. ↑   [vidéo] « To what extent can the first bilateral UK-German friendship treaty undo Brexit? », 17 juillet 2024, Deutsche Welle (consulté le 17 juillet 2025)
12. ↑  Cécile Boutelet, « Friedrich Merz en visite au Royaume-Uni pour signer un traité d’amitié, avec un large volet défense », Le Monde,‎ 16 juillet 2025 (lire en ligne )
13. 1 2  Alys Davies, Adam, « Brits can use German e-gates ahead of new security scheme », BBC News,‎ 17 juillet 2025 (lire en ligne, consulté le 17 juillet 2025)
14. ↑  Alys Davies, Adam, « What has already been agreed? », BBC News,‎ 17 juillet 2025 (lire en ligne, consulté le 17 juillet 2025)
15. 1 2  (en-US) Lawless, « Leaders of the UK and Germany to sign a treaty on defense, trade and migration » [archive du 17 juillet 2025], ABC News, 17 juillet 2025 (consulté le 17 juillet 2025)
16. 1 2  (en) « Germany to allow police to seize small boats in Starmer migrant deal » [archive du 17 juillet 2025], The Independent, 17 juillet 2025 (consulté le 17 juillet 2025)
17. ↑  Adam Durbin, « E-gates, rail links and school trips: The key initiatives agreed », BBC News,‎ 17 juillet 2025 (lire en ligne, consulté le 17 juillet 2025)
18. ↑  Alys Davies, Adam, « New era of rail travel ahead for Germany and UK – Transport secretary », BBC News,‎ 17 juillet 2025 (lire en ligne, consulté le 17 juillet 2025)
19. ↑  (en) « Friendship and Bilateral Cooperation Treaty: The 17 Projects the UK and Germany will deliver together », GOV.UK (consulté le 17 juillet 2025)
20. ↑  (en) « Friendship and Bilateral Cooperation Treaty: The 17 Projects the UK and Germany will deliver together », GOV.UK (consulté le 17 juillet 2025)
21. ↑  Alys Davies, Adam, « Merz 'surprised' treaty is first since WW2 », BBC News,‎ 17 juillet 2025 (lire en ligne, consulté le 17 juillet 2025)
22. ↑  Tasmin Paternoster, « Germany and UK sign 'first of its kind' defence and migration treaty », Euronews,‎ 17 juillet 2025 (lire en ligne [archive du 17 juillet 2025], consulté le 17 juillet 2025)
23. ↑  (en-GB) « Prime Minister says UK will 'work ever more closely' with Germany », Nation.Cymru,‎ 17 juillet 2025 (lire en ligne [archive du 17 juillet 2025], consulté le 17 juillet 2025)
24. ↑  (en) Connor, « Germany and UK sign historic post-Brexit friendship treaty », Deutsche Welle, 17 juillet 2025 (consulté le 17 juillet 2025)
25. 1 2  (en-US) Jim Lawless, Geir, « UK signs treaty on defense, trade and migration with Germany as Europe bolsters security », Associated Press,‎ 17 juillet 2025 (lire en ligne [archive du 17 juillet 2025], consulté le 17 juillet 2025)
26. 1 2  (en) Sarah Marsh, Elizabeth, « UK and Germany hail wide-ranging treaty, deepening ties in face of threats », Reuters,‎ 17 juillet 2025 (lire en ligne, consulté le 17 juillet 2025)
27. ↑  (en-GB) Kirby et Robinson, « Germany's Merz admits Europe was free-riding on the US », BBC News, 18 juillet 2025 (consulté le 19 juillet 2025)